# 向格
向格（こうかく、英語: allative case）は、格のひとつ。場所的な格のひとつで、着点をあらわす。

## 言語例
日本語では格助詞「へ」「まで」が着点を表し、向格と呼ばれることもある。
バスク語の格は13-14種類があるが、有生性、定性、数によって異なる語尾が加えられる。向格はたとえば mendi（山）の場合、mendira（単数・定）、mendietara（複数・定）、menditara（不定）のようになる（意味はいずれも「山へ」）。
言語によっては着点を細かくいい分ける。たとえばフィンランド語には内部（……の中）・外部（……の上）の2種類の位置と、起点（……から）・静止（……で）・着点（……へ）の3種類の方向の組み合わせによる6つの場所的な格が存在し、「……の中へ」は向格ではなく内格を使用する。
|      | 静止 | 起点 | 着点 |
| ---- | ---- | ---- | ---- |
| 内部 | 内格 | 出格 | 入格 |
| 外部 | 接格 | 奪格 | 向格 |

向格は -lle が加えられる。たとえば、mies（男）の向格は miehelle になる。単なる場所だけでなく、与える対象にも使用する。
ハンガリー語の場合はより複雑で、着点の格が4種類ある。
- -ba/be は「……の中へ」を表す。（入格）
- -ra/re は「……の上へ」を表す。（着格）
- -hoz/hëz/höz は「……のそばへ」を表す。（向格）
- -ig は「……まで」を表す。（到格）

たとえば、fal（壁）に対して、fal-ba（壁の中へ）、fal-ra（壁の上面へ）、fal-hoz（壁のすぐそばへ）、fal-ig（壁まで）のようになる。
バルト語派の言語にも二次的に発達した向格がある。たとえば古リトアニア語および方言では、属格形に後置詞 -pi を加えた形が向格として使用される。
インド・ヨーロッパ語族の言語の場合、通常独立した向格は存在せず、着点を表すには対格が使われることが多い。たとえばラテン語では、以下のような区別がある。同様の対格の使われ方は、ドイツ語、ロシア語、ギリシア語などにも見られる。
- in oppido （奪格）町に、町の中に
- in oppidum（対格）町の中へ

インド・ヨーロッパ語族の対格 *-m はもともと向格を表しており、ラテン語の Romam（ローマへ）、domum（家へ、故郷へ）、英語 home などはこの意味が残存したものであるという。
インド・ヨーロッパ語族の中でも古ヒッタイト語では対格 -an と向格（方向格 directive とも呼ばれる）-a が区別される。